# Mark Pearson
Pour les articles homonymes, voir Pearson.
Mark Pearson est un joueur de hockey sur gazon canadien évoluant au poste d'attaquant au Der Club an der Alster. Il a annoncé son retrait de l'équipe nationale en décembre 2021 après 284 sélections.

## Biographie
Mark est né le 18 juin 1987 à Vancouver dans la province de la Colombie-Britannique.

## Carrière
Il a été appelé en équipe nationale première en 2008 pour concourir aux Jeux olympiques d'été à Pékin, en Chine,,.

## Palmarès
- : 2e aux Jeux panaméricains en 2011
- : 2e à la Coupe d'Amérique en 2013
- : 2e aux Jeux panaméricains en 2015
- : 2e aux Jeux panaméricains en 2019